# Catherine Colonna
Catherine Colonna (Tours, 16 april 1956) is een Franse politica en diplomate. Tussen 2022 en 2024 was zij minister van Europese en Buitenlandse Zaken onder premier Élisabeth Borne. Eerder was zij ambassadeur van Frankrijk in Italië (2014-2017) en in het Verenigd Koninkrijk (2019-2022).
Ook was Colonna woordvoerder van het Élysée van 1995 tot 2004 onder president Jacques Chirac, minister voor Europese Zaken van 2005 tot 2007 onder premier Dominique de Villepin en permanent vertegenwoordiger van Frankrijk bij de Organisatie der Verenigde Naties voor Onderwijs, Wetenschap en Cultuur (UNESCO) van 2008 tot 2010 en bij de Organisatie voor Economische Samenwerking en Ontwikkeling (OESO) van 2017 tot 2019.
Colonna studeerde aan de Universiteit van Tours, Sciences Po en de École nationale d'administration. In 1983 begon zij haar carrière op het ministerie van Buitenlandse Zaken.